# Wahlen 1887
◄◄ | ◄ | 1883 | 1884 | 1885 | 1886 | Wahlen 1887 | 1888 | 1889 | 1890 | 1891 | ► | ►►

Weitere Ereignisse
Die Liste der Wahlen 1887 umfasst Parlamentswahlen, Präsidentschaftswahlen, Referenden und sonstige Abstimmungen auf nationaler und subnationaler Ebene, die im Jahr 1887 weltweit abgehalten wurden.
Das damalige Wahlrecht entsprach typischerweise nicht den Wahlrechtsgrundsätzen der direkten, geheimen und gleichen Wahl. Zeittypisch waren oft nur kleine Teile der Bevölkerung wahlberechtigt, ein Frauenwahlrecht gab es nur eingeschränkt.

## Termine
| Land              | Datum        | Link zur Wahl 1887              | Link zur letzten Wahl | Bemerkung |
| ----------------- | ------------ | ------------------------------- | --------------------- | --------- |
| Deutsches Reich   | 21. Feb.     | Reichstagswahl 1887             | 1884                  |           |
| Kanada            | 22. Feb.     | Kanadische Unterhauswahl 1887   | 1882                  |           |
| Österreich-Ungarn | 17.–26. Juli | Parlamentswahl in Ungarn 1887   | 1884                  |           |
| Schweiz           | 30. Okt.     | Schweizer Parlamentswahlen 1887 | 1884                  |           |